# ماريا يوتوني
ماريا يوتوني (Maria Jotuni؛ كووبيو، 9 أبريل 1880 - هلسنكي، 30 سبتمبر 1943) مؤلفة و كاتبة مسرحية فنلندية بارزة.
التحقت يوتوني بمدرسة بنات في كووبيو. تخرجت في عام 1900 و خططت لأن تصبح معلمة. بين عامي 1900-1904 درست التاريخ والأدب في جامعة هلسنكي، حيث التقى يوتوني بزوجها في المستقبل فيليو تاركياينن (1879-1951)، تزوجا في عام 1911، و رُزقا بابنين : يوكا و توتو تاركياينن . بدأت العمل صحافية في مجلة الطالب بجامعة هلسنكي. غيرت ماريا هاغرين لقبها إلى يوتوني في عام 1906. و «يوتوني» تعني المارد في الميثولوجيا الإسكندنافية. توفيت في هلسنكي بمرض القلب.